# Personnages de Grand Theft Auto V
De nombreux personnages sont présents dans Grand Theft Auto V. Des personnages fictifs traités avec réalisme par les développeurs Rockstar Games et correspondant aux années 2010. Les personnages du jeu sont divers et vivent dans des milieux différents, tels que les banlieues riches comme Rockford Hills (équivalent de Beverly Hills), le sud de Los Santos ou encore la campagne reculée de Blaine County. Pour la première fois dans un GTA, cet épisode met en scène trois personnages principaux simultanément.

## Personnages principaux

### Michael De Santa
De son vrai nom Michael Townley, âgé d'une quarantaine d'années, il est un ancien braqueur maintenant à la retraite faisant croire qu'il vit sous le programme de protection des témoins du FIB (équivalent du FBI). Ayant réussi à fuir sa vie de braqueur grâce à un deal réalisé avec un agent corrompu du FIB, Dave Norton, le faisant passer pour mort aux yeux des autorités et de ses amis, notamment Trevor, Michael vit à Los Santos dans une maison prestigieuse, à priori une vie paisible. Mais le problème vient de sa femme et de ses enfants : sa femme Amanda, ancienne strip-teaseuse, dépense tout son argent et il n'arrive pas à communiquer avec son fils Jimmy, adulte de 20 ans en surpoids qui passe ses journées à jouer aux jeux vidéo, et sa fille Tracey, nymphette de 22 ans qui rêve de faire carrière dans la télé-réalité. Mais alors que l'argent vient à manquer et que sa vie de famille le lasse, il décide de retourner dans le monde du crime. Il est présenté comme un homme riche mais malheureux. Il est fasciné par les vieux films, qui inspirent ses propres crimes et braquages.
Il vit sur Rockford Hills (équivalent de Beverly Hills), dans une grande maison équipée d'une piscine et d'un terrain de tennis. C'est un personnage soigné, propre et classe de par ses vêtements et sa propriété.
Dans le trio Michael, Trevor et Franklin, Michael est l'homme à tout faire. C'est en quelque sorte le « cerveau » de l'équipe, il contrôle la situation. Dans le jeu, Michael peut marcher autour de sa maison et interagir avec les membres de sa famille. C'est la première fois dans un GTA que l'on contrôle un personnage ayant une femme et des enfants.
La capacité spéciale de Michael consiste en sa propre version du bullet time (fonction qui ralentit le temps, apparue pour la première fois dans un autre jeu de chez Rockstar Games, Max Payne).

### Trevor Philips
Trevor Philips est canadien. Il passe son enfance dans une région rurale du Canada, près de la frontière avec les États-Unis. Dès son plus jeune âge, il rencontre des problèmes avec la violence, qui l'empêche de s'intégrer dans la société.
Trevor était anciennement dans l'armée en tant que pilote de chasse, ce qui fait de lui un pilote très habile qui accèdera à une panoplie d'avions dès le début du jeu. Il pourra ainsi aider ses deux compères Michael et Franklin dans leurs différentes missions à travers le jeu. Trevor vit dans un parc de maison mobile dans la région imaginaire de Blaine County (équivalent de Salton City et de Palm Springs). Il possède aussi ses petits business illégaux (notamment le trafic de méthamphétamine) qu'il surnomme modestement les Trevor Philips Entreprises. Il a également un tatouage sur le cou où il est écrit « Cut here » qui veut dire 'Coupez ici'. Trevor est en guerre contre le gang des Lost. Il a cambriolé quelques banques en compagnie de Michael dans le passé. Trevor est défini comme un déséquilibré, un psychopathe, un imprévisible criminel de carrière et toxicomane.
La capacité spéciale de Trevor consiste à se mettre en mode frénésie et faire le double de dommages, recevoir moitié moins de dégâts et il possède une attaque de corps à corps unique.

### Franklin Clinton
Franklin Clinton est un jeune afro-américain issu des banlieues modestes de Los Santos, il s'agit d'un ancien gangster repenti. Son ami est Lamar, un jeune homme assez naïf qui se met en danger pour prouver qu'il vit la vie de gangster. Franklin est âgé dans la mi-vingtaine et travaille en tant que vendeur de voitures de luxe pour un Arménien appelé Simeon Yetarian, qui lui demande régulièrement d'aller « saisir » les voitures aux crédits impayés. Franklin commence au bas de l'échelle du crime au début du jeu. Michael est son mentor au cours du jeu. Franklin est un tireur d'élite et conducteur expérimenté.
Par la suite il commence à bien vivre de son activité illégale. Franklin possède un chien nommé Chop.
Sa capacité spéciale consiste à ralentir le temps pendant qu'il conduit.

## Personnages secondaires

### Amanda De Santa
Il s'agit de la femme de Michael, cette dernière incarne la parfaite caricature de la femme au foyer américaine qui profite de la richesse de son mari pour ses besoins égocentriques. D'après Trevor, Michael a rencontré Amanda dans le club de striptease où elle travaillait. Elle se marie avec lui en 1991 et c’est la mère de Jimmy et de Tracey. Avant 2004, Michael et Amanda étaient heureux ensemble avec leur jeune famille et ils déménagent à Los Santos une fois leur mort simulée. En 2013, ils ne se supportent plus, s’insultant mutuellement et se trompant l’un l’autre, se demandant ce qui leur est arrivé. Au bout d’un moment, Amanda quitte Michael pour se mettre avec son prof de yoga, Fabien. Cependant, elle se rend compte avec le temps qu’il est encore plus égocentrique et narcissique que Michael ne l’a jamais été. Au bout d'un certain temps, Jimmy rejoint Michael au manoir et lui explique que Fabien les maltraite. Michael part au café où il trouve Amanda en train de se faire insulter par Fabien. Elle demande de le faire taire, ce qu’il fait avec l’ordinateur portable d’une cliente. Satisfaite, elle demande à Michael de la retrouver avec les enfants au bureau de leur thérapeute puis part en abandonnant Fabien. Durant la séance, le couple se dispute violemment, mais ils sont contents à la fin, d’avoir pu libérer des années de colère refoulée. Mais une fois de plus, Amanda et leurs enfants sont obligés de se cacher dans un hôtel après avoir été pris en otages par l'équipe de Merryweather sur les ordres de Devin Weston. Dans la fin B, non canonique, si le joueur choisit de tuer Michael, Amanda envoie un e-mail à Franklin lui disant d’aller brûler en enfer et qu’il a intérêt à ne jamais la recroiser. Par la suite, les De Santa déménagent. Si le joueur choisit la fin C (la vraie fin), Michael et Amanda s’entendent désormais beaucoup mieux et reconstruisent leur relation, on peut les voir faire plusieurs activités et être heureux ensemble.

### Jimmy De Santa
Jimmy est le fils cadet de Michael et Amanda et le frère de Tracey. On sait qu'il a perdu ses affinités avec son père Michael, ce dernier n'est d'ailleurs pas non plus fier de son fils. Jimmy est un jeune homme d'environ 20 ans, fumeur de drogues douces un peu perdu dans sa vie et aussi grand amateur de jeux vidéo. Il possède un tatouage sur son cou. Selon les trailers, Jimmy et son père vont devoir s'entraider malgré leurs volontés tout au cours du jeu.

### Tracey De Santa
Il s'agit de la fille aînée de Michael et d'Amanda, et aussi la sœur de Jimmy. Elle possède un tatouage composé de plusieurs petites étoiles sur le haut de son dos et un autre tatouage au niveau des reins (un lower-back tattoo),. Elle a une vingtaine d'années et est blonde, contrairement au reste de sa famille. Cette jeune femme du genre « adolescente » a visiblement du caractère et fait ce qu'elle veut. Véritable petite starlette, elle risque d'attirer des ennuis à elle comme à son père au cours du jeu. Elle aime sortir avec ses amis, s'habiller de façon très légère et plutôt sexy. Elle tente tout pour participer à des émissions comme Fame or Shame (Star ou tocard en VF) ridiculisant les candidats, jusqu'à même coucher avec le présentateur (Lazlow) pour se faire accepter. Bien entendu, ces tentatives sont toutes empêchées par son père. Elle possède un petit ami que sa mère n'apprécie pas comme on peut le voir lors de la discussion au début du trailer no 2.

### Dave Norton
Dave est un agent du FIB corrompu et un ami de Michael. Il a passé un deal avec ce dernier il y a des années : en échange de la livraison de ses complices, il lui évitait sa peine d'emprisonnement. Il enterre ainsi Brad à la place de Michael (il s'agit de l'agent qui tire sur eux dans la mission d'introduction). Il lui permet ainsi de refaire sa vie tout en conservant sa fortune. Après que Michael ait modifié la donne avec son nouveau braquage, Dave lui présente son collègue Steve Haines, qui finit par le trahir, et qui sera tué par Trevor.

### Steve Haines
Agent du FIB intéressé par la célébrité, il est le présentateur de la Face cachée du paradis (The Underbelly of Paradise) et aussi le patron de Dave Norton et l'un des principaux antagonistes de GTA V. Il utilise Michael pour commettre ses basses œuvres et prouver que la IAA complote contre les États-Unis. Il est tué par Trevor Philips à la fin du jeu

### Andreas Sanchez
Sanchez travaille pour le Federal Investigation Bureau, en tant que bras droit de l'agent du FIB très décoré et corrompu Steve Haines qui est souvent présent avec lui pendant des rencontres avec Michael De Santa et Dave Norton, il finira par mourir d'une balle tirée par Steve dans une altercation entre le FIB, L'IAA, Merryweather, Dave et Michael au Kortz Center.

### Tao Cheng
Fils de Wei Cheng, il consomme régulièrement de l'ecstasy et ne parle pas anglais, ne s'exprime uniquement en mandarin et toujours accompagné de son interprète. Il voulait s'entendre avec Trevor Philips avant de changer d'avis pour signer le contrat avec les frères O'Neil, ce qui a causé la folie furieuse de Trevor.
Il est réapparu dans le mode Online, à partir du dlc Diamond Casino and Resort en tant que propriétaire du casino.

### Wei Cheng
Chef des Triades de Los Santos. Il figure parmi les principaux antagonistes du jeu, il veut se venger de Trevor pour avoir éliminé le clan O'Neil avec qui il cherchait une entente pour la vente de stupéfiants. Il a envoyé ses hommes poursuivre Michael jusqu'à North Yankton pour le kidnapper pour faire chanter Trevor. Il est tué par Franklin Clinton à la fin du jeu.

### Lamar Davis
Il s'agit d'un gangster des banlieues de Los Santos. C'est aussi un ami de Franklin, ceux-ci sont en désaccord à cause de leurs activités respectives. Il travaille avec Franklin pour le concessionnaire Simeon Yetarian. Il finit par être viré par la faute de Franklin et tentera de se rapprocher de son ancien chef Stretch, qui tentera de le faire tuer en le piégeant.

### Harold «Stretch» Joseph
Il est l'ami de Lamar et de Franklin (bien que ce dernier ne l'apprécie pas) il est le chef et OG des Chamberlain Gangsters Families, une division du gang des Familles. Il utilise la naïveté de Lamar pour parvenir à ses fins, chose qui déplaît à Franklin. Il travaille aussi en secret avec le gang rival de ces derniers, les Ballas. Stretch fait alors partie du groupe d'antagonistes du jeu. Il est tué par Michael à la fin du jeu.

### Ron Jakowski
C'est le meilleur ami de Trevor. C'est un théoricien du complot habitant dans une remorque. Ron ne sait absolument pas se battre et fait tout pour éviter les affrontements mais s'avère très efficace comme agent de renseignement. Il est paranoïaque et a peur de passer du temps en compagnie de Trevor même s'il s'y sent obligé.

### Brad Snider
Brad est un ancien ami de Trevor. Il a participé au premier braquage lors du prologue dans GTA V. Par la suite on apprend qu'il a été dénoncé par Michael pour obtenir l'immunité face au FIB. Il est mort et enterré à la tombe de Michael Townley, mais Dave Norton fera croire à Trevor qu'il est en prison en communiquant par lettre et SMS. Lors d'une mission, Trevor finit par savoir la vérité et fonce vers le cimetière à North Yankton. En creusant la tombe de Michael, il a découvert le visage momifié de Brad dans le cercueil.

### Chop (animal)
C'est le chien de Lamar. Il s'agit d'un rottweiler. Il est possible de le faire monter dans la voiture de Franklin. Dans le Trailer 2, on voit Chop courir après un homme en train de fuir. Il est possible de prendre son contrôle lors de diverses missions pour rattraper des ennemis grâce à son flair. À la suite de son déménagement à Vinewoods Hills, Chop a Franklin comme propriétaire et il est possible pour le joueur de promener et jouer avec Chop en lui envoyant une balle de base-ball.

### Denise Clinton
Denise est la tante de Franklin, elle déteste son neveu et le traite souvent comme un raté. Elle est une féministe contre la phallocratie et passe la plupart de son temps avec les membres de son organisation dans la maison qu'elle partage avec Franklin qui vit sous pension au début du jeu avant qu'il soit déménagé dans une villa située à Vinewood Hills. Denise décide de couper les ponts et interdit à Franklin de venir lui rendre visite. Débarrassée de Franklin, elle peut alors s'adonner à sa passion : le sport féminin. À la fin du jeu, Denise annonce à son neveu qu'elle a ouvert un centre de rééducation du périnée (dans son salon).

### Casey
Casey est un convoyeur de fonds pris en otage par le trio pour effectuer le « coup du siècle » : braquer la plus grande banque de Los Santos (nommée dans le jeu "Union Depository") avec plusieurs tonnes d'or. Il finit par être relâché avec un lingot d'or dans ses mains.

### Lester Crest
Lester est l'organisateur des opérations du trio. Il organise les braquages et autres assauts. Il possède une petite usine de vêtements à l'est de Los Santos, qui finira incendiée pour effacer les traces du «Attaque du FIB ». Il manipule également les cours de bourse en faisant assassiner les dirigeants de certaines entreprises en se basant sur des motifs moraux discutables pour justifier ses forfaits. Il est handicapé, se déplace en fauteuil roulant et une canne en raison d'une maladie débilitante. Il est hospitalisé durant la mission « Le coup de Merryweather » mais s'enfuira de l'hôpital pour obliger Trevor (qui a organisé de lui-même le coup sans le consulter) à rapporter l'engin nucléaire qu'il a volé pour le revendre aux Chinois. Il réside dans une maison sous haute surveillance.

### DrIsiah Friedlander
Il s'agit du psychanalyste de Michael. Ses tarifs sont relativement chers pour une consultation de quelques minutes. Si le joueur décide d'aller le voir, Friedlander lui annoncera qu'il fera de la télévision et le joueur aura le choix entre le laisser partir, ou le tuer et récupérer de l'argent.

### Simeon Yetarian
Il s'agit du concessionnaire employant Franklin au début du jeu. C'est un vendeur de voitures arménien malhonnête pour lequel Franklin et Lamar travaillent. Son boulot consiste à vendre des voitures de haute gamme et les récupérer illégalement pour les revendre par la suite. Simeon finit par congédier Lamar et Franklin après que ce dernier ait détruit la vitrine du magasin sous la menace de Michael (Franklin avait volé la voiture de son fils).

### Martin Madrazo
Madrazo est un chef de gang mexicain auquel Michael devra de l'argent après avoir détruit sa terrasse (avec l'aide de Franklin). Il engagera des tueurs contre Michael et Trevor, après que ce dernier ait enlevé son épouse Patricia Madrazo, à cause du fait qu'il n'ait pas payé Trevor pour un service qu'il lui a rendu.

### Patricia Madrazo
C'est l'épouse de Martin Madrazo. À la suite d'un différend entre Martin et Trevor, Celui-ci l’enlève. Captive, Trevor tombe amoureux d'elle et c'est à contrecœur qu'il la ramène chez elle. De retour chez elle, elle appellera Trevor à plusieurs reprises pour prendre de ses nouvelles. Elle semble également amoureuse de lui mais souhaite rester fidèle à son époux.

### Tanisha Jackson
L'ex-copine de Franklin qu'il tente de reconquérir. Elle appellera Franklin plusieurs fois, mais à la fin du jeu, elle finira par l’appeler une dernière fois pour le prévenir qu’elle compte se marier avec un médecin.

### Wade Hebert
Wade est un jeune toxicomane vivant avec Trevor. Il a une capacité intellectuelle limitée et est très souvent naïf sur ce que Trevor lui raconte au passé. À la fin du jeu, Wade deviendra un habitué du club de striptease « Vanilla Unicorn » tenu par Trevor.

### Floyd Hebert
Floyd est le cousin de Wade. Il est docker et habite près de la plage, dans l'appartement de sa fiancée Debra. Il possède une faible estime de soi à cause de sa soumission avec celle-ci. Wade, son lointain cousin, arrive en ville pour venir s'installer chez lui (pendant l'absence de Debra). Il est forcé par Trevor de l'aider à voler un sous-marin et aussi de la frappe du cargo de la firme Merryweather. De retour de son voyage d'affaire, Debra tente de chasser Trevor à l'aide d'une arme. Floyd soutient alors sa fiancée (malgré le fait qu'elle ait un amant) en menaçant Trevor à son tour avec un couteau pour se défendre. Ils seront tous les deux tués par Trevor.

### Debra
Debra est la fiancée de Floyd. Elle est avocate et part souvent à l'étranger laissant Floyd seul s'occuper de son appartement. Décrite comme excessivement possessive et antipathique, elle est l'un des rares personnages à ne pas avoir peur de Trevor malgré sa dangerosité. Elle avoua ouvertement à Floyd devant Trevor qu'elle songe à le quitter en raison d'une relation amoureuse avec un autre homme pendant ses voyages d'affaires pour ensuite menacer Trevor avec un pistolet pour le forcer à partir de chez elle, mais en vain. Trevor finira par la tuer, ainsi que Floyd.

### Fabien LaRouche
Fabien est le professeur de yoga d'Amanda (et probablement son amant), l'épouse de Michael. Vu son accent, il est français . Il initiera Michael à l'art de la relaxation. Il a son propre site internet que Michael et les autres personnages peuvent visiter « www.fabienlaroucheyoga.com » dans lequel on trouve des photos de lui avec ses clientes.

### Kyle Chavis
Kyle est le professeur de tennis à domicile d'Amanda De Santa. On le croisera dans quelques missions jusqu’à celle ou il dérapera avec Amanda, s'attirant les foudres de Michael De Santa, son mari.

### Devin Weston
Actionnaire de Merryweather, Devin Weston est très riche. Il emploiera Michael, Franklin et Trevor pour lui voler des voitures, mais Devin ne les payera pas. Il estime que sa grande richesse le dispense de "jouer dans les règles". À la suite de la mort de Molly dans un réacteur d'avion (dont il pense Michael responsable), Devin Weston engagera des hommes de Merryweather (armée privée composée de mercenaires) pour prendre d'assaut la maison de Michael où se trouvent Amanda et Tracey. Devin est l'un des principaux antagonistes du jeu. Il finira tué lors d'une attaque de sa villa perpétrée par le trio.

### Molly Schultz
L'avocate est l'assistante juridique de Devin Weston. Après avoir volé le film de Michael et Solomon, elle tentera de s'enfuir en prenant l'avion de Devin. Elle mourra broyée par un réacteur d'avion.

### Don Percival
Donald Percival est le PDG de Merryweather. Il vous contactera seulement si Franklin décide de tuer Devin Weston à la fin du jeu (option 3). Il le remerciera alors en lui disant que la « disparition » de Devin lui a permis de racheter ses actions de Merryweather à bas prix.

### Solomon Richards
Propriétaire du studio de cinéma « Richards Majestic » pour lequel Michael travaille. Solomon et Michael se rencontrent par l'intermédiaire de Devin Weston. M. Richards finira par nommer Michael coproducteur de son film Meltdown (ou Pétage de plomb en VF).

### Johnny Klebitz
Jonathan « Johnny » Klebitz est le leader du gang des Lost MC originaire d'Alderney à Liberty City, Johnny Klebitz a été le partenaire de Trevor après le déménagement de ce dernier à Blaine County, il finira par mourir sous les coups de ce dernier à la suite d'une dispute qui a mal tourné. Il était un des protagonistes de GTA IV et le personnage principal de Grand Theft Auto: The Lost and Damned.

### Ashley Butler
Ashley Butler est la petite amie de Johnny Klebitz jusqu'à que ce dernier soit tué par Trevor Phillips à la suite d'une dispute concernant l'infidélité de sa petite amie avec celui-ci. Elle apparait également dans Grand Theft Auto IV et Grand Theft Auto IV: The Lost and Damned (une de ses extensions). 

### Elwood O'Neil
Elwood est un membre du gang de rednecks des frères O'Neil, qui compte aussi dans ses rangs Walton, Wynn, Ernie, Earl, Dale, Doyle, Daryl et Dan. La famille réside dans une ferme de Blaine County et travaille dans la vente de drogue et la fabrication de meth, Elwood assumant le rôle de chef de la fratrie, il est en rivalité avec Trevor Phillips.

### Chef
Chef est un associé de Trevor Philips et un employé de Trevor Philips Enterprises. Il est le fabricant en chef de la meth produite par l'entreprise d’où le surnom de "Chef". Et il tient une épicerie au désert. Il est un des personnages pouvant être recruté par le joueur comme braqueur lors des différente missions de braquage du jeu (optionnel).  

### Lazlow Jones
Il est le présentateur de l’émission de télé-réalité Star ou Tocard pour laquelle Tracey souhaite être intégrée. Lazlow Jones est avant d'être un personnage fictif, un réel présentateur de télévision américain, impliqué dans l’écriture et la production de la série Grand Theft Auto. Dans la plupart des épisodes de celle-ci (depuis Grand Theft Auto III), il prête sa voix à un animateur de radio qui porte son nom.

### Jay Norris
Jay Norris est le jeune fondateur et président de LifeInvader, un réseau social à succès. Il est une parodie de Mark Zuckerberg, le fondateur de Facebook, et de Steve Jobs, le fondateur d'Apple. Il meurt tué par une bombe implantée dans le téléphone Lifeinvader causé par un appel de Michael sous les ordres de Lester.

## Personnages mineurs

### Terry Thorpe et Clay Simons
Respectivement Capitaine de Route et Sergent d'armes des Lost MC, Clay et Terry sont les meilleurs amis de Johnny Klebitz qui l'ont suivi à Blaine County après les évènements tragiques de Liberty City. Au début associés de Trevor Philips, ils deviennent ses ennemis après le meurtre de Johnny des mains de ce dernier.

### M.K
De son vrai nom Ferdinand Kerimov, il est soupçonné par les agents fédéraux (IAA et FIB) d'être lié avec un membre d'une organisation terroriste alors qu'il n'est qu'un simple vendeur de home cinéma. M. K subit un interrogatoire intense par Karen et ses collègues de l'IAA avant d'être enlevé par Michael et les agents du FIB pour ensuite l'emmener dans un entrepôt industriel. Sachant la résistance de M. K durant les interrogatoires, Steve Haines veut employer les grands moyens en se chargeant de l'interroger pendant que Trevor joue le rôle de bourreau pour le torturer jusqu'à ce que M. K donne des informations exactes sur le terroriste ciblé pendant que Michael et Dave Norton partent à sa recherche jusqu'à Chumash pour le tuer. Libéré par Trevor, M. K est emmené à l'aéroport par celui-ci et obligé de quitter définitivement Los Santos.

### Karen
Une agente de haut rang de l'agence (IAA), une division du gouvernement. Elle a été chargée de l'interrogatoire de M. K sur un récent terroriste. Michael De Santa s'infiltre dans le bâtiment de l'agence en prenant M. K en otage, faisant fuir Karen. Elle est aussi connue sous le nom de Michelle quand elle était à Liberty City où elle était chargée de surveiller Niko Bellic, le personnage principal de GTA IV.

### Edward T.Fortune alias United Liberty Paper (Le Contact)
Le Contact est un membre senior de l'agence qui est chargé de retrouver ceux qui font des activités anti-américaines. Le contact travaillait aussi à Liberty City pour une entreprise nommée United Liberty Paper qui était en fait une façade pour l'agence et avait travaillé avec Niko Bellic dans le temps. On le voit lors de l'attaque du bâtiment de l'agence citée précédemment.

### Rocco Pelosi
Rocco Pelosi est un agent de talent corrompu de Los Santos qui a tenté d'arnaquer le film le plus récent de Solomon Richard, Meltdown (Pétage de plombs) avant de se faire tuer par Michael. Rocco faisait partie d'une des cinq mafias de Liberty City (la famille Ancelotti) mais a dû s'enfuir de la ville à la suite de tragiques évènements dont la mort de son oncle Vincenzo Pelosi (tué par Luis Fernando Lopez, protagoniste de Grand Theft Auto: The Ballad of Gay Tony).

## Inconnus et détraqués (points «?»)
Au cours du jeu, les trois personnages peuvent se rendre à un point (noté « ? » sur le radar) afin de rencontrer un personnage inconnu. Chaque point de rencontre est propre à un personnage. Seuls deux inconnus (Mary-Ann et Barry) seront rencontrés par les trois personnages mais dans des lieux différents. Chaque rencontre déclenche une mission et/ou débloque une nouvelle activité.

### Abigail Mathers
Abigail Mathers est la « veuve » du célèbre explorateur Frank Mathers. Michael la rencontrera après l'achat du quai « Sonar Collection ». Son époux ayant disparu en mer dans d'étranges circonstances, elle demande à Michael d'enquêter. À la suite de cette rencontre, Michael pourra rechercher des pièces de sous-marins. Une fois les 30 pièces de sous-marin récupérées, Abigail téléphonera à Michael pour lui proposer un rendez-vous.

### Barry
Barry est un militant pour la légalisation de la marijuana. Il fait d'ailleurs « tester des échantillons » à nos trois protagonistes. Il confiera des missions de vols de voitures à Franklin.

### Beverly Felton
Beverly est un paparazzi que rencontre Franklin. Ce dernier lui proposera quatre missions dans lesquelles il devra filmer ou photographier des célébrités dans des situations parfois compromettantes…

### Cletus Ewing
Cletus est un chasseur que rencontre Trevor. Il lui proposera deux missions de chasse avant de débloquer l'activité chasse.

### Dom Beasley
Dom (aussi appelé « The dominator ») est un homme avide de sensations fortes. Il initiera Franklin au saut en parachute. Cette activité sera également disponible pour les deux autres personnages.

### Hao
Hao est un ami de Franklin travaillant dans un des garages Los Santos Customs. Il informera Franklin sur les nouvelles courses de voitures.

### Josh Bernstein
Josh est un ancien agent immobilier qui engage Trevor pour détruire sa concurrence notamment un certain Lenny Avery.

### Joe et Josef
Joe et Josef font partie de la patrouille frontalière, une police surveillant la frontière entre la Californie et le Mexique. Ils sont totalement contre l'immigration, bien que Josef soit un immigré sans papiers.

### Maude Eccles
Maude habite dans le désert et passe ses journées devant son ordinateur à consulter des dossiers de criminels recherchés. Elle confiera à Trevor quatre missions de chasseur de primes.

### Mary-Ann Quinn
C'est une fan de sport qui prépare le triathlon. Elle initiera nos trois personnages aux joies du sport.

### Madame Philips, la mère de Trevor Philips
Si Trevor survit à la dernière mission du jeu, il recevra la visite de sa mère chez lui, dans sa caravane de Sandy Shores. Son comportement explique aisément celui de Trevor. Madame Philips est une ancienne prostituée qui sort de prison. Elle nous apprend aussi que Trevor n'a jamais connu son père. Elle est dépendante au Déludamol, un médicament antalgique (elle souffrirait de rhumatismes). Elle confie à son fils la mission de lui apporter du Déludamol en grande quantité. Trevor doit voler une camionnette pleine de Déludamol garée devant la pharmacie ou l'hôpital.

### Nigel et Mme Thornhill
Ce sont deux touristes anglais assez âgés. Complètement obsédés par les célébrités de Los Santos, ils demanderont à Trevor de les aider à enrichir leur collection en volant des objets aux stars de Vinewood (équivalent d'Hollywood).

### Omega
Omega est un hippie vivant dans le désert. Obsédé par les extraterrestres, il demandera à Franklin de lui rapporter les 50 pièces de vaisseau éparpillés à travers la ville.

### Peter Dreyfuss
Peter Dreyfuss est le meurtrier présumé de l'actrice Leonora Johnson. Il aurait aussi harcelé les parents de celle-ci après avoir commis le meurtre pendant des années. Son crime qui n'a jamais été élucidé depuis 1975, il a reçu la visite de Franklin qui est venu le confronter. Il a été trahi par une lettre écrite dont tous ses morceaux devront être retrouvés. Il fut tué par Franklin en tentant de prendre la fuite.

### Tonya Wiggins
Tonya est une amie d'enfance de Franklin accro à la drogue. Elle lui apprendra à se servir d'une dépanneuse. À la fin de ses missions, Franklin pourra acheter la fourrière.

## Rencontres aléatoires
Ce sont des personnes qui peuvent être rencontrées par les trois protagonistes du moment que le joueur n'est pas en mission, ça peut être une petite mission d'un vol à l'arraché où il faut rendre le portefeuille ou garder l'argent du portefeuille, ça peut être une rencontre ou pour aider quelqu'un. La différence avec un inconnu et détraqués, c'est une fois qu'on a rencontré le protagoniste on est pas obligé de l'aider, sur le radar de la carte se met un flash qui clignote avec un rang bleu personne qu'on doit aider s'il est rouge il doit être tué, généralement si la mission est terminée, il y aura des récompenses divers comme de l'argent, costume, voiture, quelques points de compétences....

### Lacey Jonas
Lacey Jonas est une célébrité locale qui se cache des paparazzi dans une ruelle au centre de Vinewood. Elle demande à être reconduite chez elle et qu'on ne tue pas les photographes. Elle peut être rencontrée par les trois protagonistes.

### La mariée en fuite
La mariée peut être rencontrée par le joueur à Great Chaparral. On peut la retrouver à Hill Valley Church où elle tente de fuir son mariage pour retourner chez elle sur Kimble Hill Drive à Vinewood Hills. Le futur marié commencera à la poursuivre. Elle peut être rencontrée par les trois protagonistes.

### Ursula
Ursula est une jeune femme vivant seule dans une grande maison isolée à l'est de Sandy Shores depuis le décès de sa mère. Traumatisée par cette dernière, elle est mentalement instable et quelques indices suggèrent qu'elle est devenue tueuse en série. Perdue lors d'une randonnée, elle demande de l'aide à Trevor ou Franklin pour rentrer chez elle. Elle devient un "plan cul" potentiel à l'issue de cette mission.
Elle ne peut être rencontrée que par Franklin ou Trevor, Michael étant un homme marié, ce dernier ne peut pas la rencontrer.

### Victime de la secte des altruistes
La jeune femme se trouve dans Baytree Canyon Road, en Great Chaparral. Elle a subi une tentative de viol par deux membres de la secte des altruistes, qui tentent de la mettre dans leur voiture pour la ramener dans leur secte. Elle parlait avec un ami sur son téléphone portable, lorsque les deux personnes âgées lui crient que c'est la faute de cette révolution industrielle et qu'Internet va causer la fin du monde. Ils la plaquent au sol, en essayant de l'attacher.
Lorsque le protagoniste tue les deux membres altruistes, elle demande à être ramenée à sa maison qui est sur Senora Road, à Redwood Lights Track.
Elle peut être rencontrée que par Michael et Franklin, Trevor ne peut pas la rencontrer en raison de son lien avec la secte.

## Employés
Pour effectuer certaines missions de braquage, Michael, Franklin et Trevor ont besoin de « main d'œuvre » supplémentaire. Ces « employés » figurent sur la liste de Lester.

### Braqueurs

#### Norm Richards
Il idolâtre Michael. Au cours d'une mission, il lui confie d'ailleurs que la mort de Michael a été un élément déclencheur pour lui : il aurait quitté sa femme et ses enfants pour marcher sur les pas de Michael. Bien qu'il ne prenne que 7 % du butin, il est plus un « boulet » qu'une grande aide. Ce n'est vraiment pas un braqueur qualifié.

#### Packie McReary
Braqueur réputé de Liberty City (il accompagne Niko de GTA IV dans plusieurs braquages), Patrick est un des personnages que les principaux protagonistes peuvent rencontrer au cours des évènements aléatoires. Il est un des meilleurs braqueurs du jeu. Pour 12 % du butin, Packie fait un travail de qualité.

#### Chef
Fabricant de méthamphétamine pour Trevor, il lui propose son aide lorsque la production commence à ralentir. Ses compétences et sa part (12 %) sont égales à celles de Patrick.

#### Gustavo Mota
Ancien membre du gang des Vagos reconverti en braqueur ; pour 14 % du butin, il fournit un travail de qualité.

### Chauffeurs

#### Karim Denz
Il demande une part de 8 %. Karim Denz est un chauffeur incompétent et malhabile sur ses plans de fuites des hold-up du trio Michael, Trevor et Franklin.

#### Eddie Toh
Un des meilleurs conducteurs recruté par Lester, il est père de famille et veut payer des bourses d'études pour ses enfants, Il demande une part de 14 %.

#### Chauffeur inconnu (prologue)
Ce chauffeur surnommé « Le bouseux » par Trevor au moment de sa mort (on ignore son nom) est le chauffeur de Michael DeSanta, Trevor Philipps et Bradley Snider lors du prologue. On sait très peu de choses sur lui, il meurt d'une balle dans la tête lorsqu'il est au volant. Par la suite, il n'est pas mentionné.

#### Taliana Martinez
Très bonne conductrice et réclame 5 % du butin, une aubaine. Elle peut être rencontrée par le trio lors d'évènement aléatoires du jeu.

### Pirates

#### Rickie Lukens
On le découvre dans les locaux de la compagnie LifeInvader, équivalent fictif de Facebook, lors d'une mission de Michael, celui-ci étant chargé de voler un prototype de portable pour insérer des explosifs destinés à éliminer le PDG de la société de développement du téléphone.
Pour une part de 4 % du butin, il égalera facilement les compétences d'un pirate expérimenté, quoiqu'il met plus de temps pour parvenir à pirater les machines en question dans les différents braquages.

#### Christian Feltz
Christian Feltz possède une connaissance informatique moyenne, il réclame une part de 10 % du butin.

#### Paige Harris
Paige est la seule femme qui peut être sélectionnée pour participer à un braquage. Elle est spécialisée dans le piratage informatique (Hacking). Elle réclame une part de 15 % du butin.
Histoire : A 14 ans, Paige s'est fait arrêter par la police pour avoir développé et installé un virus dans les disques durs des ordinateurs de son collège. 
Paige a un rôle secondaire dans les braquages de GTA Online (assistante de Lester Crest).

## Personnage mentionné et non vu

### Brucie Kibbutz
Brucie est un entrepreneur et porte parole du site Bullshark Testosterone, bien qu'il n'apparait pas physiquement. Brucie apparait dans GTA Online en appelant le joueur s'il a besoin de livrer du Bullshark testostérone. De confession juive, il est présent dans Grand Theft Auto IV et dans Grand Theft Auto: The Ballad of Gay Tony. Il apparaît aussi dans des missions scénarisées du mode online depuis l'ouverture du casino. Il se présente comme coach de vie et aura pour client Tao Cheng.

### Niko Bellic
Principal protagoniste de Grand Theft Auto IV, Niko en 2008 s'était rendu à Liberty City pour vivre le rêve américain dont son cousin avait parlé mais avait fini par travailler pour plusieurs organisations criminelles à cause des dettes de Roman jusqu'en 2013 ; Niko est mentionné plusieurs fois par Patrick McReary et Lester Crest qui sous-entendent que Niko a quitté sa vie de crime pour vivre une vie normale. Une photo de Niko Bellic peut être aperçue sur l'ordinateur de Jimmy De Santa sur Lifeinvader (parodie de Facebook).

### Little Jacob et Badman
Trafiquants de drogue jamaïcains alliés à Niko Bellic lors des évènements de Grand Theft Auto IV reconnaissables à leur accent très prononcé. Le cousin de Franklin Clinton indique sur sa page LifeInvader être en colocation à Liberty City avec deux Jamaïcains à l'accent impossible, indiquant que les deux sont toujours associés.